# Klaus Riekemann
Klaus Riekemann (ur. 19 maja 1940 w Dorsten) – niemiecki wioślarz reprezentujący RFN, mistrz olimpijski.

## Kariera
Wystąpił na igrzyskach olimpijskich w Rzymie w 1960, gdzie Wspólna Reprezentacja Niemiec w składzie: Gerd Cintl, Horst Effertz, Klaus Riekemann, Jürgen Litz i Michael Obst (sternik) zdobyła złoty medal w czwórkach ze sternikiem. W finale o 2,50 sekundy wyprzedzili Francuzów i o 4,60 sekundy Włochów. Był to jego jedyny start olimpijski.
Ponadto zdobył złote medale w dwójkach ze sternikiem na mistrzostwach Europy w Poznaniu (1958) i mistrzostwach Europy w Mâcon (1959) oraz brązowy w czwórkach bez sternika na mistrzostwach Europy w Pradze (1961).
Zdobywał mistrzostwo kraju w dwójkach ze sternikiem w 1959 oraz w czwórkach bez sternika w 1961. Odznaczony Srebrnym Liściem Laurowym.